# 神戸赤十字病院
神戸赤十字病院（こうべせきじゅうじびょういん）は、兵庫県神戸市中央区にある医療機関である。日本赤十字社兵庫県支部が設置する病院である。兵庫県災害医療センターが隣接しており、両院は日常的に交流している。

## 沿革
- 2002年10月 - 旧神戸赤十字病院と須磨赤十字病院が発展的に解消し、新制神戸赤十字病院が発足。
- 2003年7月 - 災害拠点病院の認定を受ける。
- 2015年3月31日 - 神戸赤十字病院附属須磨診療所を閉院。
- 2003年8月 - 診療を開始する。
- 2011年9月 - がん診療連携拠点病院の認定を受ける。

## 診療科
- 内科
- 心療内科
- 呼吸器内科
- 消化器内科
- 循環器内科
- 神経内科
- 糖尿病・代謝内科
- 外科
- 心臓血管外科
- 整形外科
- 脳神経外科
- 呼吸器科
- 消化器科
- 婦人科
- 小児科
- 皮膚科
- 泌尿器科
- 耳鼻咽喉科
- 眼科
- 放射線科
- 麻酔科
- リハビリテーション科
- 人間ドック

診療協働部門
- 看護部
- 放射線科部
- 検査部
- 薬剤部
- 栄養課
- 医療社会事業室

## 医療機関の指定等
- 保険医療機関
- 地域医療支援病院
- がん診療連携拠点病院
- 兵庫県基幹災害医療センター
- 臨床研修指定病院
- 生活保護法指定医療機関
- 結核予防法指定医療機関
- 国民健康保険療養取扱医療機関
- 健康保険療養取扱医療機関
- 労働者災害補償保険法指定医療機関
- 原爆被爆者の援護に関する法律医療機関
- 救急病院等を定める省令医療機関
- 身体障害者福祉法更生医療指定医療機関
- 母子保健法指定医療機関
- 児童福祉法育成医療指定医療機関
- 戦傷病者戦没者遺族等援護法更生指定医療機関
- 特定疾患取扱医療機関
- 災害対策基本法指定機関
- 兵庫DMAT指定病院

## 交通アクセス
- 三宮駅・灘駅・王子公園駅より神戸市営バス日赤病院前バス停すぐ
- 三宮駅よりタクシーで約10分程度。
- 阪神電鉄春日野道駅下車、徒歩約7分程度。
- 阪急電鉄春日野道駅下車、徒歩約15分、またはタクシーで約5分程度。
- JR灘駅下車、徒歩約20分、またはタクシーで約5分程度。